# 玉井镇 (山阴县)
玉井镇，是中华人民共和国山西省朔州市山阴县下辖的一个乡镇级行政单位。

## 行政区划
玉井镇下辖以下地区：
玉井村、水头村、东庄村、王老沟村、水泉村、南祖村、北祖村、王坪沟村、口前村、沈庄窝村、青杨沟村、董庄窝村、老庄窝村、米庄窝村、盘道村、千井村、窝棚沟村、史家屯村、吴家坪村、杨家岭村、范家屯村、宋家沟村、一堵墙村、马家洼村、东石人坡村和西石人坡村。